# Neuve-Église
Neuve-Église (in tedesco Neukirch, in alsaziano Nejkerich) è un comune francese di 641 abitanti situato nel dipartimento del Basso Reno nella regione del Grand Est.

## Società

### Evoluzione demografica
Abitanti censiti

### Eventi
- Décibulles, festival musicale annuale